# ルイーズ・ブラウン
ルイーズ・ジョイ・ブラウン（Louise Joy Brown、1978年7月25日 - ）は、世界初の「試験管ベビー」として知られるイギリスの女性。

## 人物・来歴
父ジョンと母レズリーは9年間子供を授かろうと努めていたものの、レズリーの卵管に異常があったため自然妊娠はかなわず、体外受精に望みを託した。この体外受精技術は、ケンブリッジ大学のロバート・エドワーズ教授と婦人科医パトリック・ステップトーが12年に渡る研究の末に完成させたもので、1977年11月10日に母体から採取された卵子を体外受精させ、2日半後、受精卵を母の子宮へ移し、その後は普通に成長した。
この技術には非難も多く、ロンドンでは連日集会が開かれた。一方で、自宅には祝福する手紙も多く届けられた。
1978年7月25日午後11時47分、イングランド北部のオールダム総合病院で、帝王切開により世界初の体外受精技術による子供として誕生した。出生時の体重は5ポンド12オンス（2608グラム）だった。ルイーズの誕生はその後の不妊治療の大きな希望となり、世界中の注目を集めた。
両親はステップトーにミドルネームの命名を依頼した。ステップトーは「これから全世界の人々と喜びを分かち合う」ということで「Joy（喜び）」と名付けた。
4歳の頃に両親から産まれた時のフィルムを見せられて事情を説明され、他の人と違う方法で産まれてきたことや常にマスコミが興味を示してくる理由を理解したという。
看護師をした後、現在はイングランド南西部ブリストルの郵便局で働いている。
2002年3月に警備員をしていた男性ウェズリー・マリンダーと出会い、2004年9月4日に結婚。ブリストルの教会で行った結婚式にはエドワーズ教授も招待された（ステップトーはルイーズが10歳の時に他界）。
2006年7月11日、自然妊娠していることが発表された。2006年12月21日に男の子を出産した。2013年に次男を出産した。
ちなみに、ルイーズの妹ナタリーも1982年、体外受精で誕生している。ナタリーは1999年5月、最初に子供を産んだ試験管ベビーとなり、「体外受精で生まれた女性は将来、健康な子供を産むことができない」というそれまでの懸念を覆した。
2010年にロバート・エドワーズ教授がノーベル生理学・医学賞を受賞し、ルイーズは「素晴らしいニュースです」とコメントを寄せた。
父ジョンは2007年に死去。母レズリーは体調を崩しブリストルの病院に入院していたが、2012年6月6日に64歳で亡くなった。5人の孫に恵まれていた。
2018年5月20日、日本に招かれ六本木ヒルズで講演した。その折に『読売新聞』によるインタビューで、自分は「ごく普通」の人間であるが、体外受精への理解を深めるため、マスメディアで積極的に話すようにしている旨を語っている。